# Galideus elegans
Galideus elegans är en insektsart som beskrevs av Vitaly Michailovitsh Dirsh 1962. Galideus elegans ingår i släktet Galideus och familjen gräshoppor. Inga underarter finns listade i Catalogue of Life.